# Völuspá

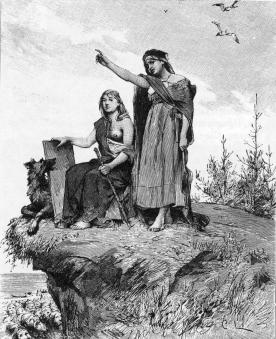
La vidente (völva) de Völuspá, imagen hecha por Carl Larsson para la versión sueca de la Edda poética de 1893, traducción de Fredrik Sander.

Völuspá (Vǫluspá /ˈwɔluˌspɑː/ en nórdico antiguo) (La Profecía de la Vidente) es el nombre del primer y el más conocido poema de la Edda poética. Cuenta la historia de la creación del mundo y su inminente final, narrada por una völva o vidente y dirigida a Odín. Es una de las principales fuentes primarias para el estudio de la mitología nórdica.
La profecía comienza con una invocación a Odín, tras lo cual la vidente comienza a relatar la historia de la creación del mundo de forma resumida. La vidente explica cómo pudo conseguir su conocimiento, conociendo así la fuente de la omnisciencia de Odín, y otros secretos de los dioses de Asgard. Menciona los acontecimientos presentes y futuros, aludiendo a muchos de los mitos nórdicos, como la muerte de Baldr y el encadenamiento de Loki. Por último, la vidente habla del fin del mundo, el Ragnarök, y su segunda venida.

## Conservación
El poema Völuspá se conserva íntegro en dos textos islandeses, el manuscrito denominado Codex Regius, de alrededor de 1270, y que consiste en 63 estrofas de versos aliterados (fornyrðislag). También se encuentra en los manuscritos del Hauksbók, códice de Haukr Erlendsson de 1334, mientras que partes del poema se citan también en la Edda prosaica de Snorri Sturluson, compuesta hacia el año 1220, con añadidos hasta finales del siglo XIII. Las ediciones y traducciones posteriores se han basado en estas fuentes, refundiendo y complementando el material que aportan.

## Resumen
El poema comienza con la vidente rogando en silencio por los «hijos de Heimdal» (los seres humanos) y preguntando a Odín si desea que ella le recite el antiguo saber. También menciona que recuerda a los gigantes nacidos en tiempos remotos, que fueron quienes la criaron.
Empieza entonces a relatar el mito de la creación: en el principio el mundo estaba vacío, hasta que los hijos de Bor levantaron la tierra desde el fondo del mar. Los Æsir establecieron entonces el orden en el cosmos, ubicando en él al Sol, la Luna y las estrellas, comenzando así el ciclo del día y la noche. Siguió así una edad en la que los Æsir crearon y acumularon mucho oro, por lo que fue llamada la Edad Dorada, en la cual construyeron templos y palacios, y crearon herramientas y artefactos. Pero entonces tres poderosos gigantes llegaron desde Jötunheim, finalizando así la edad de oro. Los Æsir crearon entonces a los enanos, de los que Mótsognir y Durin eran los más poderosos.
En este punto concluyen las diez primeras estrofas, mientras que las seis siguientes contienen los nombres de los enanos. Esta parte, denominada a veces Dvergatal (catálogo de enanos), se considera un mero paréntesis en la narración, y suele ser omitida por los redactores y los traductores. Tras el Dvergatal se relata la creación del primer hombre y la primera mujer, Ask y Embla, así como una descripción de Yggdrasil, el árbol-mundo. La vidente narra después cómo Gullveig provocó la primera guerra, y lo que sucedió en la lucha entre Æsir y Vanir.
En ese punto la vidente revela a Odín que conoce algunos de sus propios secretos, de cómo sacrificó uno de sus ojos en pozo del conocimiento, obteniendo la cabeza profética de Mimir. La vidente suele preguntar constantemente a Odín si desea seguir escuchando su narración, y entonces ella le cuenta las cosas que pronto acaecerán: la muerte de Baldr, el mejor y más bello de los dioses; la enemistad de Loki; la destrucción final de los dioses, donde el fuego y las inundaciones abruman el cielo y la tierra, mientras que los dioses libran la batalla final contra sus enemigos, aludiendo este vaticinio al Ragnarök, el "destino de los dioses". Describe los hechizos de la batalla, las luchas personales de los dioses y el trágico final de muchos de ellos, entre los que se cuenta el propio Odín.
Finalmente, un nuevo mundo renacido se creará desde las cenizas de la muerte y la destrucción, donde Baldr volverá a vivir en un mundo nuevo en el que la tierra florecerá en abundancia.

### Traducciones en inglés
- Voluspo - Traducción y comentarios de Henry A. Bellows
- La canción de la sibila - Traducción de W.H. Auden y P.B. Taylor
- Völuspá - Traducciones, interpretaciones e ilustraciones del Servicio Postal de las Islas Feroë

### Traducciones en español
- Völuspá. La profecía de la vidente, Edición, traducción y notas de Rafael García Pérez. Colección «Libros de los Malos Tiempos» n.º 122, Miraguano Ediciones, Madrid, 2014.
- Völuspá - Traducción de Ásatrú Argentina - Camino Nórdico
- En la web de Asatru.es

### Ediciones en nórdico antiguo
- Völuspá - Edición y comentarios de Sophus Bugge con textos manuscritos
- Völuspá - Edición de Eysteinn Björnsson con textos manuscritos
- Völuspá - Edición de Guðni Jónsson

- Datos: Q940563
- Multimedia: Völuspá / Q940563